# Changé, Mayenne
Changé är en kommun i departementet Mayenne i regionen Pays de la Loire i nordvästra Frankrike. Kommunen ligger i kantonen Laval-Nord-Est som tillhör arrondissementet Laval. År 2022 hade Changé 6 482 invånare.

## Befolkningsutveckling
Antalet invånare i kommunen Changé
| Referens: INSEE |